# Chiesa di San Bartolomeo in Pantano
La chiesa di San Bartolomeo in Pantano è una chiesa di Pistoia dell'VIII secolo dedicata a San Bartolomeo apostolo. Il "pantano" era la zona fangosa nata dallo spostamento del corso del torrente Brana nel XIV secolo.

## Storia
L'abbazia di San Bartolomeo in Pantano fu così chiamata per il luogo paludoso in cui sorse. La sua fondazione è collocabile fra il 726 e il 764 ad opera del medico longobardo Gaidoaldo. Attorno al IX secolo i monaci accolsero la regola di San Benedetto e i marchesi della Tuscia l'avevano presa sotto la loro diretta protezione. Alla metà del XII secolo fu rinnovata dall'Abate Buono.
Nel 1433 subentrarono i Canonici Lateranensi dell'Ordine di Sant'Agostino, detti Rocchettini. A loro si deve l'introduzione dell'usanza di praticare nel giorno della festa del santo titolare, il 24 agosto, una unzione sulla fronte dei bambini per preservarli dalle insidie degli spiriti. In epoca più recente la devozione popolare ha aggiunto un'unzione contro le malattie, in particolare quelle della gola, praticata tutt'oggi; in tale occasione si vendono dei dolci speciali, chiamati “corone”, fatti a forma di collana con grani di pasta frolla e un grosso medaglione al centro ed è una delle festività più sentite della città.
Nel 1779, soppressi i Lateranensi, il monastero fu affidato ai Vallombrosani che vi restarono fino al 1810, quando fu soppresso e la chiesa trasformata in parrocchia.

## Descrizione

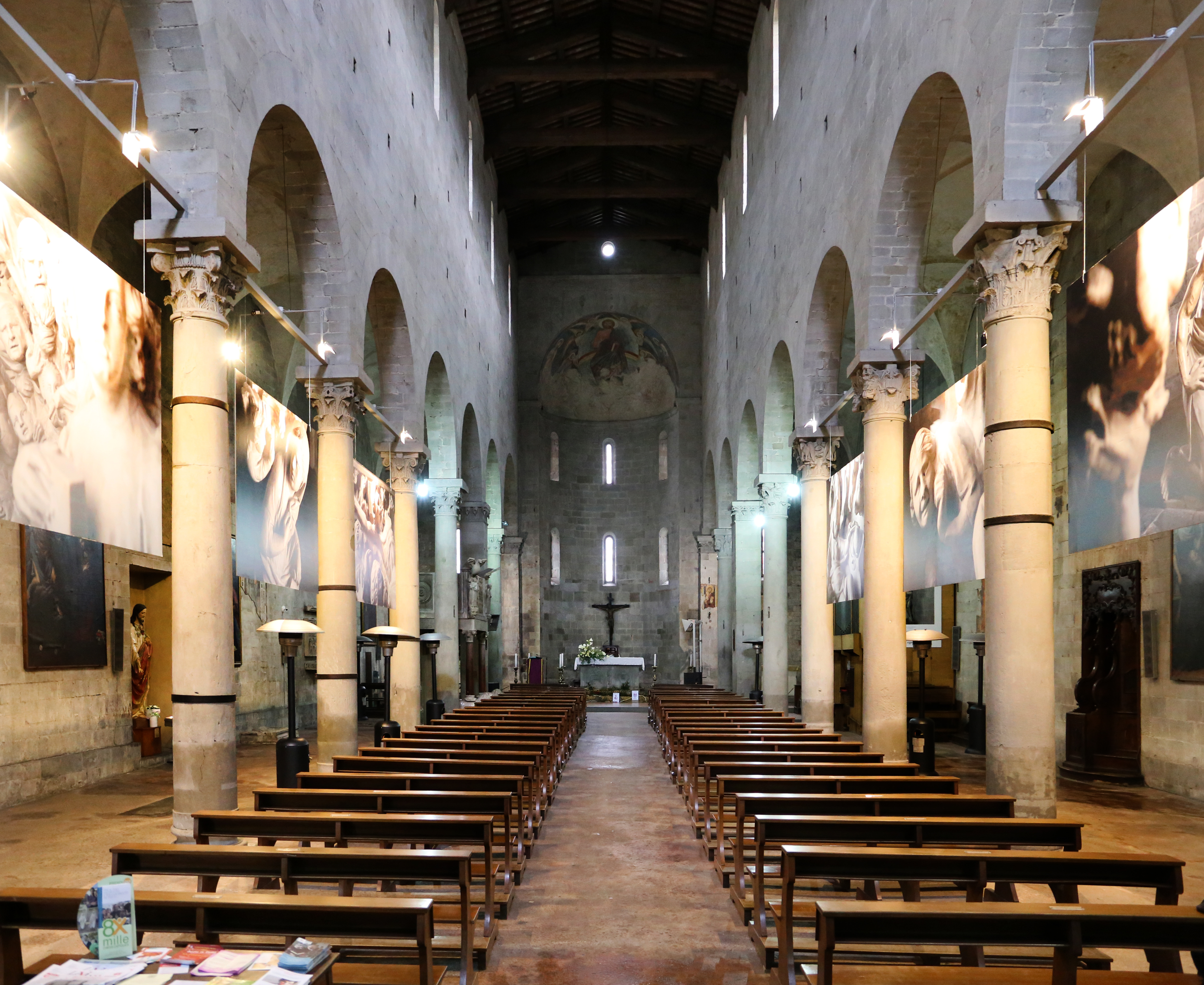
L'interno della chiesa

L'attuale chiesa mostra le forme volute dal priore Buono nel 1159, rispettando i caratteri tipici del romanico pistoiese, soprattutto nella facciata, ornata da cinque archi sorretti da snelle colonne e bordati da fasce di marmo dicrome; la bicromia si ripete in diverse zone della facciata e richiama altri edifici analoghi di Pistoia. Sempre in facciata si sono conservate, dell'epoca romanica, notevoli sculture, quali i leoni agli angoli e a sostegno dell'arco centrale e un architrave attribuito a Gruamonte, dove è raffigurato l'episodio di Gesù che dà i comandamenti agli apostoli o l'Incredulità di Tommaso e vi si legge la data 1167 e il nome del committente, tal Rodolfino. Il pittore settecentesco toscano Giovanni Camillo Ciabilli realizzò una tavola con Santi vallombrosani.
L'interno ha subito nei secoli numerose aggiunte e ristrutturazioni, che sono state eliminate in un radicale restauro condotto negli anni fra il 1951 e il 1961: in tale occasione è stata ripristinata una pavimentazione in coccio pesto, sono state rimesse in luce le pareti in conci di pietra e riaperte le monofore. Sono state ritrovate tracce delle pitture antiche: nella calotta absidale su fondo azzurro campeggia un Cristo in maestà tra santi e angeli eseguito alla fine del XIII secolo e attribuito a Manfredino di Alberto. Il restauro ha riguardato anche il parapetto del pulpito scolpito alla metà del XIII secolo da Guido da Como e le formelle di altro maestro ora in parete. Il crocifisso ligneo dell'altare maggiore è opera di uno scultore vicino ai modi di Giovanni Pisano.
In chiesa sono presenti anche delle pale d'altare che vanno dal Cinquecento al Settecento, come la tavola con la Madonna col Bambino tra i Santi Michele, Benedetto, Giovanni Gualberto, Pietro Igneo e Zeno (?), di Giovanni Maria Butteri, considerata uno dei suoi capolavori e datata sulla base in basso 1596, che fu commissionata dall’abate Vittorio Brunaccini per l’altare maggiore della scomparsa Abbazia benedettina di San Michele in Forcole. In chiesa sono anche una Sacra Famiglia con San Giovannino, firmata da Francesco Leoncini ma di datazione incerta, e una tela di Ignazio Hugford del 1754 con Matilde di Toscana dona i suoi beni alla chiesa.
L'organo, costruito dal pistoiese Filippo Tronci nel 1844, è stato restaurato dalla ditta Tamburini di Crema nel 1974.

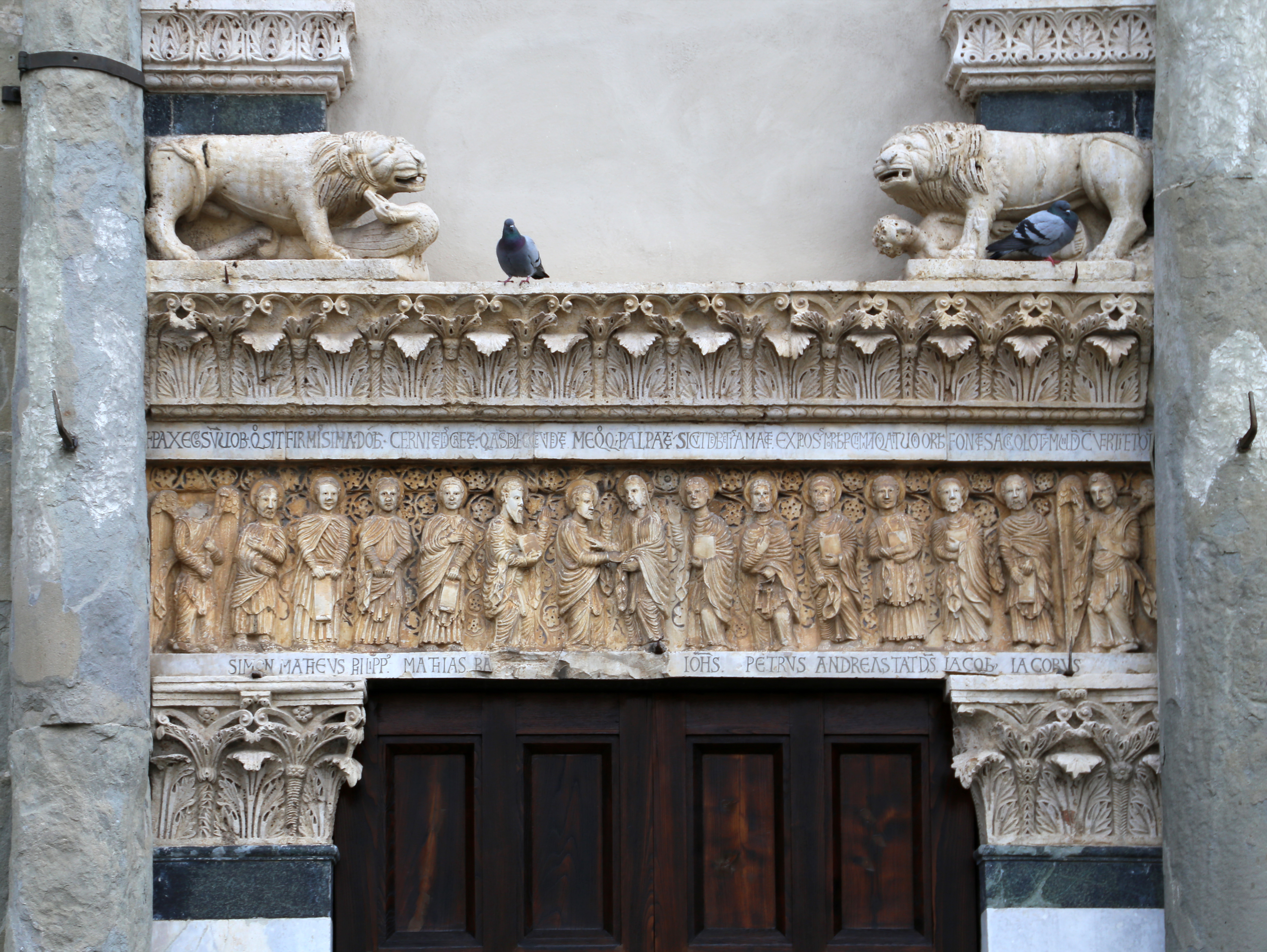
Architrave scolpito da Gruamonte
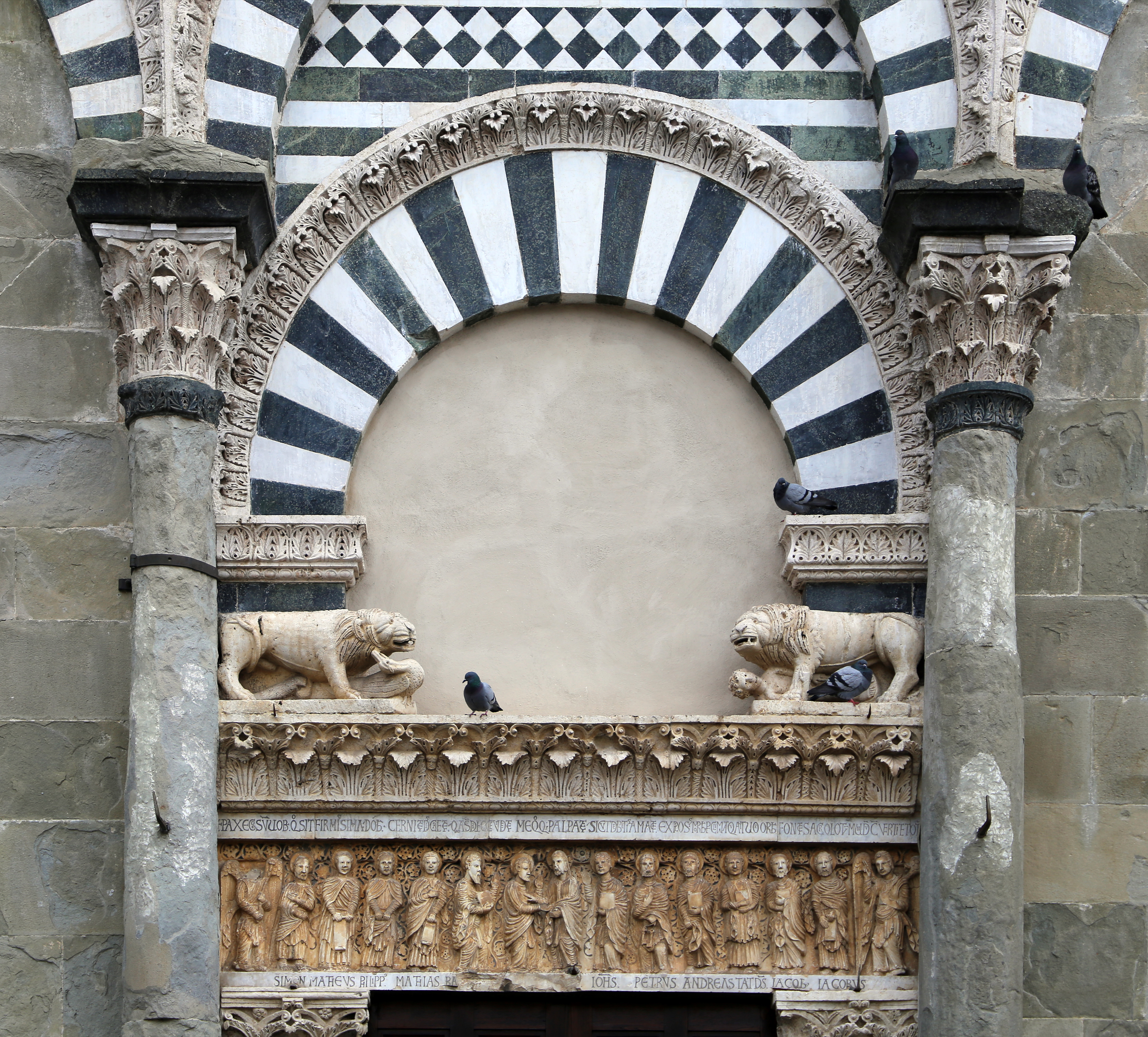
Portale
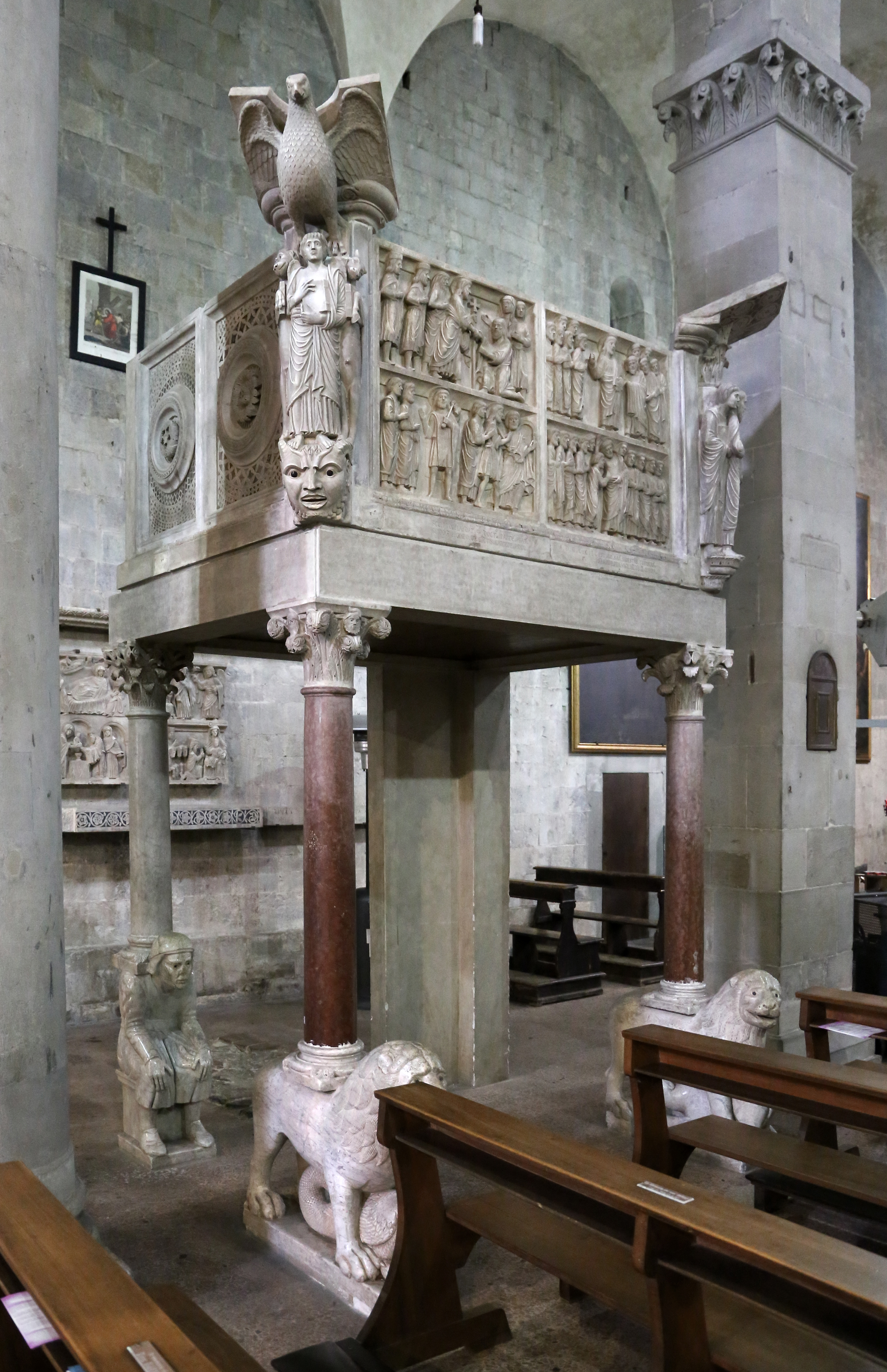
Pulpito
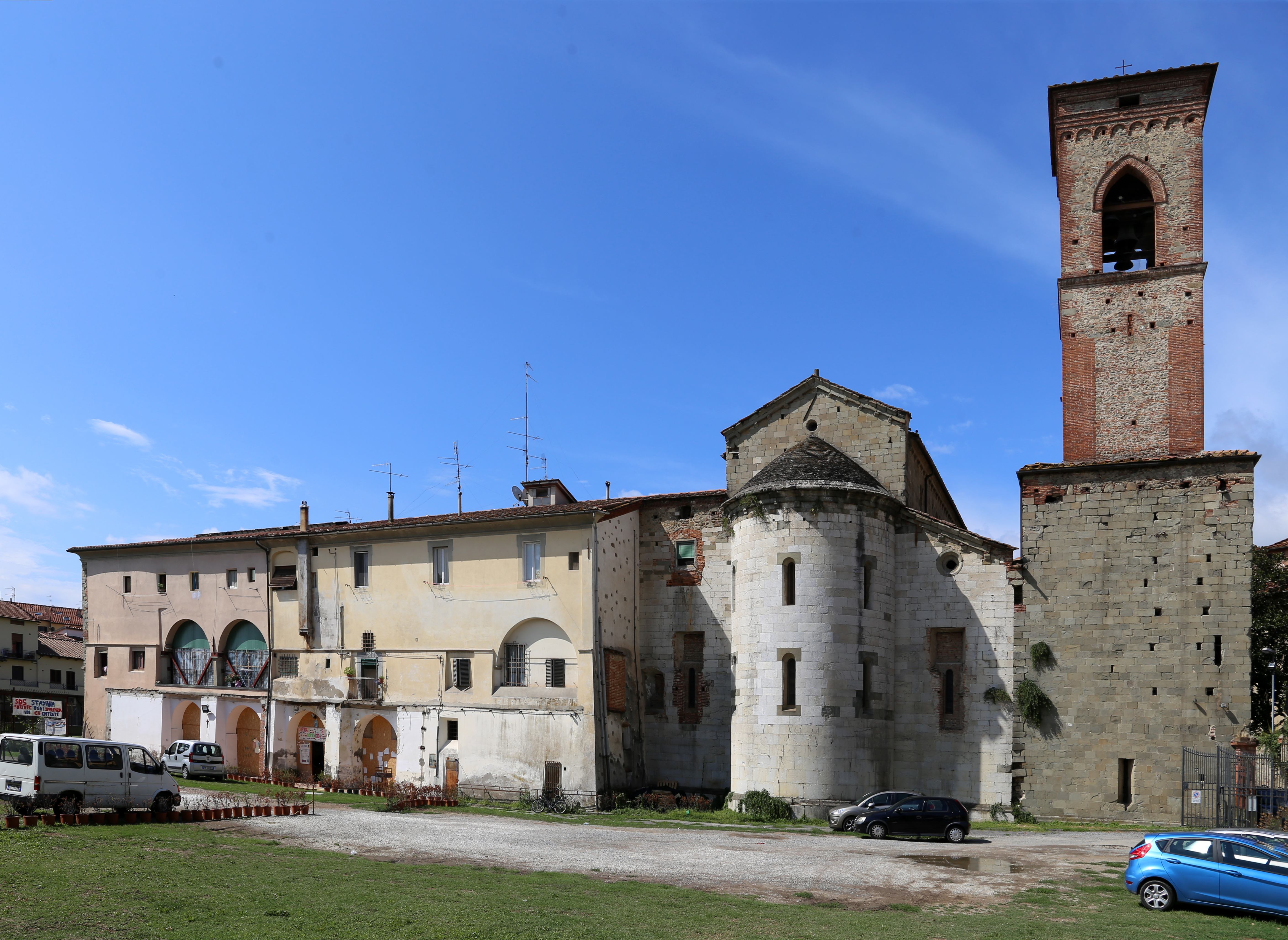
L'abside